# Astragalus dickorei
Astragalus dickorei es una especie de planta del género Astragalus, de la familia de las leguminosas, orden Fabales.

## Distribución
Astragalus dickorei se distribuye por China (Sichuan).

## Taxonomía
Fue descrita científicamente por Podlech & L.R.Xu. Fue publicada en Sendtnera 7: 199 (2001).